# Direction générale des Infrastructures, des Transports et des Mobilités
La direction générale des Infrastructures, des Transports et des Mobilités (DGITM) est une administration centrale française.
Sous l'autorité du ministère de la Transition écologique et de la Cohésion des territoires, elle prépare et met en œuvre la politique nationale des transports terrestres et fluviaux, dans le respect des principes de la transition écologique.
Les bureaux se situent principalement dans la tour Séquoia de la Défense.

## Historique
La direction générale des infrastructures, des transports et de la mer est créée en 2008, lors de la fusion des administrations de l’Environnement et de celles de l’Équipement.
En 2022, la direction générale des Affaires maritimes, de la Pêche et de l'Aquaculture est créée, et la direction générale des infrastructures, des transports et de la mer devient la direction générale des infrastructures, des transports et des mobilités.

## Missions
La principale mission de la DGITM est l’élaboration et la mise en œuvre des orientations de la politique multimodale des transports terrestres, dans le respect des principes de la transition écologique. Elle participe à la négociation au niveau communautaire des positions relatives au secteur qu'elle encadre. Elle assure une transposition dans le droit français des directives européennes et en contrôle l'application.
Elle définit et met en œuvre les orientations en matière de politique des déplacements de personnes et de marchandises, notamment concernant les mobilités actives, les mobilités routières, les transports ferroviaires et fluviaux. Elle assiste le ministre pour ses relations avec les collectivités territoriales et les établissements publics organisateurs ou prestataires de transport, ainsi que pour ses relations avec les entreprises de transports ou gestionnaires d'infrastructures.

## Organisations
La DGITM est composée de deux directions :
- La direction des mobilités routières (DMR)
- La direction des transports ferroviaires et fluviaux et des ports (DTFFP),

Des sous-directions et missions transversales sur les missions à fort enjeu sont directement rattachées au directeur général : innovation, multimodalité et territoires ; transition écologique et transformation numérique ; fret et logistique ; vélo et marche ; droit social des transports ; action européenne et internationale.
Pour conduire ses missions, la DGITM s'appuie sur les compétences de services déconcentrés (DIR, DREAL, DEAL, DDT(M)) et de services techniques (CETU, STRMTG, CEREMA).
Elle assure également la tutelle d’établissements publics : Régie autonome des transports parisiens, Voies navigables de France, Établissement public de sécurité ferroviaire

### Directeurs généraux
| Identité             | Période          | Période |
| Identité             | Début            | Fin     |
| -------------------- | ---------------- | ------- |
| Daniel Bursaux (d)   | 11 juillet 2008  |         |
| François Poupard (d) | 12 novembre 2014 |         |
| Marc Papinutti       | 25 février 2019  |         |

| Identité           | Période         | Période          |
| Identité           | Début           | Fin              |
| ------------------ | --------------- | ---------------- |
| Marc Papinutti,    | 2 mars 2022     | 7 juillet 2022   |
| Thierry Coquil (d) | 2 novembre 2022 | 1er janvier 2024 |
| Rodolphe Gintz (d) | 2 janvier 2024  | En cours         |

### Direction des Mobilités Routières (DMR)
La direction porte les politiques publiques et définit les grandes orientations en matière de mobilités routières en intégrant les enjeux de la transition écologique et numérique dans toutes ses composantes. La direction assure aussi le rôle de pilote de la gestion déconcentrée ou concédée du réseau routier national et l’animation de l’écosystème de la route. La direction définit en outre les modalités de financement des projets d'infrastructures routiers sur le réseau routier national et veille à sa cohérence.
La direction des mobilités routières est composée de six sous-directions :
- Sous- direction du pilotage de l’entretien, de l’exploitation du réseau national non concédé et de l’information routière (PEI)
  - bureau du patrimoine routier non concédé
  - bureau de l’exploitation routière, de la sécurité et de l’appui aux services
  - bureau de l’information routière, des systèmes d’informations et des systèmes de transports intelligents coopératifs
  - pôle de programmation budgétaire et dialogue de gestion
- Sous-direction des innovants et du contrôle des concessions autoroutières (FCA)
  - Bureau des contrats
  - Bureau de la dévolution
  - Bureau des services aux usagers et de la comodalité
  - Bureau du patrimoine et aménagement
  - Bureau de l’expertise juridique
- Sous direction de la régulation et de la performance durable des transports routiers (TR)
  - bureau des transports routiers de marchandises et collectifs de voyageur
  - Bureau des transports publics particuliers des personnes
  - Bureau de la performance économique et environnementale des transports routiers
  - Bureau du contrôle et de la circulation des transports routiers
- Sous-direction de la stratégie d’aménagement et d modernisation du réseau routier national (SAM)
  - Bureau du pilotage des projets (zone nord), de l’animation de la maîtrise d’ouvrage et de la socio-économie
  - Bureau du pilotage des projets (zone sud), du suivi réglementaire et environnemental et de la participation du public
  - Bureau de la programmation et de la modernisation du réseau routier national
  - Bureau de la politique de l’environnement

### Direction des Transports Ferroviaires et Fluviaux et des Ports (DTFFP)
La direction des transports ferroviaires et fluviaux et des ports (DTFFP) élabore et met en œuvre les orientations de la politique des transports ferroviaires, fluviaux et, en Ile-de-France, des transports collectifs de voyageurs ainsi que les orientations de la politique des transports massifiés de marchandises dans un objectif de développement du report modal. Elle assure la tutelle des grands ports maritimes et fluviaux. Elle contribue également à la politique de sécurité des transports ferroviaires, guidés et fluviaux et à la politique de sûreté des transports terrestres et des ports.
La direction est composée de quatre sous-directions et d’un département :
- Sous-direction des infrastructures ferroviaires (IF)
  - Bureau du développement du réseau ferroviaire et des actions transverses (IF1)
  - Bureau du développement du réseau ferroviaire et des opérations contractualisées (IF2)
  - Bureau du réseau ferré national et des gares (IF3)
- Sous-direction des services ferroviaires (SF)
  - Mission autorité organisatrice des trains d’équilibre du territoire (SF1)
  - Bureau des opérateurs et des services ferroviaires de voyageurs(SF2)
  - Bureau des opérateurs et infrastructures de transport collectif en IDF (SF3)
  - Bureau du fret ferroviaire et du transport combiné (SF4)
- Sous-direction des systèmes ferroviaires et guidés (SFG)
  - Bureau de la sécurité des transports ferroviaires et guidés (SFG2)
  - Bureau de l'inter opération ferroviaire (SFG2)
  - Bureau des tunnels ferroviaires transfrontaliers (SFG3)
  - Bureau de la sûreté des transports ferroviaires et collectifs (SFG4)
- Sous-direction des ports (SDP)
  - Bureau de la stratégie portuaire (P1)
  - Bureau des grands ports maritimes (P2)
  - Bureau de la réglementation et de la régulation portuaires (P3)
  - Bureau de la sûreté portuaire et fluviale (P4)

### Autres services
La DGITM dispose en outre, pour conduire ses missions, de services scientifiques et techniques qui lui sont rattachés et s'appuie sur les compétences de services techniques centraux et de services déconcentrés.

#### Services spécialisés et services techniques centraux
- Le Centre d'études et d'expertise sur les risques, l'environnement, la mobilité et l'aménagement (le Cerema). Le Cerema a été créé en 2014[8] et il regroupe onze composantes du réseau scientifique et technique de l’État français :
  - le Service d'études sur les transports, les routes et leurs aménagements (le Setra) ;
  - le Centre d'études sur les réseaux, les transports, l'urbanisme et les constructions publiques (le Certu) ;
  - les huit centres d'études techniques de l'Équipement (les Cete) ;
  - le Centre d’études techniques maritimes et fluviales (le Cetmef).
- Le Centre d'études des tunnels (le Cetu).
- Le Centre national des ponts de secours (le CNPS).
- Le Service technique des remontées mécaniques et des transports guidés (le STRMTG).
- Le secrétariat général au tunnel sous la Manche.

#### Services déconcentrés
- Les directions régionales de l'Environnement, de l'Aménagement et du Logement (les DREAL).
- Les directions interrégionales de la Mer (les DIRM).
- Les directions départementales des Territoires [et de la Mer] (les DTT-DDTM).
- Les services de la Navigation (les SN).
- Les centres régionaux opérationnels de surveillance et de sauvetage (les CROSS).
- Les centres de sécurité des navires (les CSN).
- Les services routiers déconcentrés.

Depuis le 1er janvier 2006, une organisation des services routiers de l’État a été créée, dans le but d’exploiter le réseau routier par itinéraires, indépendamment des limites administratives. Elle permet de répondre aux attentes des usagers en matière de sécurité, de viabilité et d’information en temps réel.
Cette organisation est constituée de onze directions interdépartementales des Routes (les DIR) et de vingt-et-un services de maîtrise d’ouvrage (SMO) qui assurent la gestion du réseau routier national non concédé.